# Rödven
Rödven (Agrostis capillaris) är en växtart i familjen gräs. 